# Algisio da Pirovano
Algisio da Pirovano (Milano, ... – Milano, 29 marzo 1182) è stato un arcivescovo cattolico italiano.

## Biografia
Algisio era nato dalla nobile famiglia dei Pirovano di Milano che già aveva avuto tra le proprie schiere un arcivescovo milanese e un altro seguirà a breve distanza, oltre a molti altri uomini di Chiesa.
Alla morte dell'arcivescovo San Galdino, si era creata una situazione di profonda incertezza su chi avrebbe dovuto occupare la cattedra episcopale: inizialmente sembrò che la scelta dovesse ricadere sull'arcidiacono Uberto Crivelli, ma infine si optò per il cimiliarca e cancelliere Algisio Pirovano, ritenuto il più adatto. Venne così nominato alla cattedra meneghina il 2 luglio 1176.
Il 24 luglio 1177 a Venezia venne siglata l'omonima pace tra l'imperatore ed il papa, che pose momentaneamente fine alle lotte per le investiture, con una tregua di sei anni fra comuni e Sacro Romano Impero. Ad ogni modo, dopo non molto tempo, Alessandro III decise di riaprire le trattative, fatto che incrinò i suoi rapporti con l'arcivescovo Algisio, nella cui diocesi da tempo la popolazione soffriva della piaga della lotta per le investiture.
L'arcivescovo di Milano era a quell'epoca presente a Venezia e, secondo alcune fonti, al ritorno dalla città lagunare, avrebbe fondato una prima chiesa intitolata al santo patrono veneto, che sarebbe poi divenuta la moderna chiesa di San Marco.
Il 3 novembre 1178 si nota ancora una sua assenza dalla sede episcopale milanese, in quanto un sacerdote di nome Guglielmo, suo fido ed a suo nome, ha il compito di ricevere la cessione di certi diritti privati sulla braida del Guercio di Baggio.
Una sua presa di posizione nell'amministrazione della diocesi si ha qualche anno dopo: nel 1182 Algisio da Pirovano depone il vescovo Guala di Vercelli per cattiva gestione dei beni della Chiesa e lo sostituisce con il milanese Uberto Crivelli.
Nel 1184 il Priore dell'ospedale di San Barnaba in Brolo di Milano ottiene dall'arcivescovo Algisio di poter adibire a cimitero l'area antistante la Basilica di Santo Stefano in Brolo.
Morì a Milano il 29 marzo 1182, venendo succeduto dal fidato Uberto Crivelli, che verrà in seguito nominato pontefice con il nome di Urbano III.